# جورج الكبادوكي
جورج الكبادوكي (بالإنجليزية: George of Cappadocia)‏ توفي في 24 كانون الأول/ديسمبر 361م، كان أسقفا آريوسيا على الإسكندرية من عام 356م وحتى مقتله.